# Mistrzostwa Polski w Podnoszeniu Ciężarów Mężczyzn 2007
Mistrzostwa Polski w Podnoszeniu Ciężarów Mężczyzn 2007 – 77. edycja mistrzostw, która odbyła się w Ciechanowie w dniach 30–31 marca 2007 roku. 
W klasyfikacji klubów zwyciężył Ekopak Jatne Otwock przed Śląskiem Wrocław i Budowlanymi Opole.
W klasyfikacji województw zwyciężyło województwo mazowieckie, drugie miejsce zajęło województwo dolnośląskie, a trzecie - województwo lubelskie.
W klasyfikacji Sinclaira zwyciężył Szymon Kołecki (Ekopak Jatne Otwock), mistrz Polski w kategorii 105 kg.

## Wyniki
| Konkurencja: | Złoto:                              | Wynik         | Srebro:                                | Wynik         | Brąz:                                      | Wynik         |
| 56 kg        | Marcin Makarski Budowlani Opole     | 235 (105+130) | Michał Jurczyk Flota Gdynia            | 210 (90+120)  | Maciej Przepiórkiewicz Ekopak Jatne Otwock | 201 (88+113)  |
| 62 kg        | Marek Gorzelniak Śląsk Wrocław      | 265 (120+145) | Bartosz Pindel Zawisza Bydgoszcz       | 242 (107+135) | Marcin Gruszka Górnik Polkowice            | 242 (110+132) |
| 69 kg        | Marcin Dyka Śląsk Wrocław           | 288 (127+161) | Sebastian Żukowski Iskra Piotrowice    | 287 (125+162) | Krzysztof Kądziołka Start Grudziądz        | 287 (127+160) |
| 77 kg        | Dominik Dyderski Flota Gdynia       | 315 (140+175) | Piotr Chruściewicz Ekopak Jatne Otwock | 300 (130+170) | Grzegorz Śmiechowski Śląsk Wrocław         | 288 (136+152) |
| 85 kg        | Mariusz Rytkowski Mazovia Ciechanów | 353 (163+190) | Sebastian Pawlikowski HKS Szopienice   | 344 (157+187) | Leszek Barwiński Flota Gdynia              | 320 (145+175) |
| 94 kg        | Bartłomiej Bonk Budowlani Opole     | 367 (167+200) | Krzysztof Fąfara Zawisza Bydgoszcz     | 362 (162+200) | Sylwester Kołecki Ekopak Jatne Otwock      | 337 (157+180) |
| 105 kg       | Szymon Kołecki Ekopak Jatne Otwock  | 405 (180+225) | Robert Dołęga Ekopak Jatne Otwock      | 382 (172+210) | Arkadiusz Białek Ekopak Jatne Otwock       | 355 (160+195) |
| +105 kg      | Paweł Najdek Budowlani Opole        | 419 (182+237) | Grzegorz Kleszcz Ekopak Jatne Otwock   | 417 (180+237) | Kamil Kulpa Znicz Biłgoraj                 | 295 (125+170) |